# Iwan Sergejewitsch Obljakow
Iwan Sergejewitsch Obljakow (russisch Иван Сергеевич Обляков; engl. Transkription: Ivan Sergeyevich Oblyakov; * 5. Juli 1998 in Wyndin Ostrow) ist ein russischer Fußballspieler. Der Mittelfeldspieler spielt seit der Saison 2018/19 für den Erstligisten ZSKA Moskau.

## Karriere

### Verein
Obljakow kam im Jahr 2007 in die Jugendabteilung des Spitzenvereins Zenit St. Petersburg und spielte dort in diversen Juniorenmannschaften. Am 28. Juni 2016 wechselte er zum FK Ufa, wo er sich bessere Chancen auf Spielzeit in der höchsten russischen Spielklasse ausmachte. Sein Ligadebüt gab er am 31. Juli 2016 (1. Spieltag) bei der 0:2-Auswärtsniederlage gegen Ural Jekaterinburg. Unter dem Trainer Wiktar Hantscharenka drang er schnell in die Rotation der Mannschaft vor und auch unter dessen Nachfolger Sergei Semak bekam er regelmäßig Einsatzzeiten. Am 9. April 2017 (22. Spieltag) erzielte er bei der 1:3-Heimniederlage gegen Spartak Moskau das erste Tor in seiner professionellen Laufbahn. In dieser Saison 2016/17 kam er in 20 von 30 möglichen Spielen zum Einsatz. Der endgültige Durchbruch als unumstrittener Stammspieler im Mittelfeld des FC Ufa gelang ihm aber auch in der folgenden Spielzeit 2017/18 nicht. Er kam in 20 Ligaspielen hauptsächlich als Einwechselspieler zum Einsatz, erzielte aber dennoch zwei Treffer.
Nachdem Obljakow in der nächsten Saison 2018/19 bereits fünf Ligaspiele für Ufa absolviert hatte und mit dem Verein erfolglos an der Qualifikation zur UEFA Europa League 2018/19 teilgenommen hatte, wechselte er am 31. August 2018 zum Ligakonkurrenten ZSKA Moskau. Beim Vizemeister, der für seine Dienste eine Ablösesumme in Höhe von 4 Millionen Euro an den FK Ufa überwies, wurde er einen Fünfjahresvertrag ausgestattet. Bereits am nächsten Tag kam er beim 4:0-Heimsieg gegen Ural Jekaterinburg zum ersten Mal für die Koni zum Einsatz. Bei seinem neuen Verein etablierte er sich sofort nach seiner Ankunft als Stammspieler. Am 13. April 2019 erzielte er bei der 2:3-Heimniederlage gegen den FK Orenburg sein erstes Saisontor. In der Rückrunde lieferte er in 14 Ligaspielen neun Scorerpunkte (3 Tore und 6 Vorlagen) und half seinem Verein somit zum Erreichen des vierten Tabellenplatzes, welcher ZSKA die direkte Teilnahme an der UEFA Europa League 2019/20 ermöglicht.

### Nationalmannschaft
Obljakow repräsentierte sein Heimatland in den Altersklassen der U18 und U19, bevor er im März 2017 dann erstmals für die U21-Auswahl spielte. Dort kam er in der Folge in Freundschaftsspielen und der Qualifikation zur U21-Europameisterschaft 2017 zum Einsatz, in denen er sich hauptsächlich durch Vorlagen auszeichnen konnte. In der Qualifikation bereitete er in acht Spielen neun Tore vor und traf zusätzlich auch zweimal selbst.